# Edgar von Bourbon
Edgar Sergius von Bourbon (* um 1870; † 16. August 1932 in Paris) wurde durch seine Ermordung bekannt.

## Herkunft
Bourbons Herkunft ist unklar. In den zeitgenössischen Quellen wurde zum Teil spekuliert, dass es sich um einen Hochstapler gehandelt habe, nach anderen sei er ein unehelicher Sohn des Kaisers Franz Joseph gewesen. Er war mit der Amerikanerin Clara de Cosse Gringer verheiratet. Die Ehe endete in Scheidung.

## Der Mordfall Edgar von Bourbon
Bourbon wurde am 16. August 1932 in einem kleinen Hotel in der Nähe der Pariser Markthallen ermordet aufgefunden. Die Spanierin Candaria-Soner-Brau (* 1888 in Maella, Saragossa) meldete sich kurz darauf auf einem Pariser Polizeikommissariat und erklärte, dass sie den Prinzen in Notwehr getötet hätte: Dieser hätte sich mit dem Rasiermesser auf sie gestürzt. Dabei habe sie ihm das Messer entwunden und dem Prinzen eine tödliche Verletzung am Hals beigebracht.
Die weiteren Ermittlungen ergaben, dass Brau-Soler seit längerer Zeit die Geliebte Bourbons war. Beide hatten getrennte Wohnungen in Paris, wobei Bourbon Brau-Soler allmorgendlich zu besuchen pflegte. Am Tag seiner Ermordung verbrachte er erstmals die Nacht bei ihr. Nach der Tat irrte Brau-Soler eine Zeit lang durch die Straßen und stellte sich schließlich der Polizei.
Vor der Polizei blieb Brau-Soler bei ihrer Aussage, dass sie in Notwehr gehandelt hätte, da Bourbon sie mit dem Rasiermesser bedroht hätte. Der Leichenbefund kam jedoch zu dem Ergebnis, dass keine Anhaltspunkte dafür vorlagen, dass Kämpfe stattgefunden hätten. Die Leiche des Prinzen wurde mit zwei tiefen Wunden am Halse vorgefunden, die ihm mit einem Rasiermesser beigebracht worden waren. Es wurde daher von einer Tötung im Schlaf ausgegangen.
In der Pariser Presse tauchten nach der Tat Gerüchte auf, dass Bourbon die Spanierin ins Ausland bringen wollte und dass hinter der Mordaffäre Spionageanglegenheiten stünden.